# Библиографический указатель
Библиографический указатель — общий термин для обозначения нескольких видов библиографических пособий (см.: Библиография), то есть списков опубликованных документов (книг, газетных и журнальных статей и т. п.), объединённых каким-либо признаком и снабжённых вспомогательными индексами, облегчающими поиск и группировку материалов.

## Типы указателей
Наиболее часто встречаются библиографические указатели, основанные на:
- тематическом единстве документов (Сахаров Н. И. Шахматная литература России. // Библиографический указатель. — М. 2001),
- объединённые именем исторического лица (Лещинская Г. И. Эмиль Золя. // Библиографический указатель русских переводов и критической литературы на русском языке. 1865—1974. — М., 1975),
- территориально (Скачков П. Е. Библиография Китая. // Систематический указатель книг и журнальных статей о Китае на русском языке. 1730—1930. — М. — Л., 1930),
- по общему издательству или периодическому изданию (Полуденский М. Указатель к «Вестнику Европы». 1802—1830. — М., 1861),
- хронологически (Сводный каталог русской книги. 1801—1825. — Т. 1—2. — М., 2000, 2007 [продолжающееся издание])
- и другие способы отбора и объединения входящих в библиографические указатели документов.

По своему назначению библиографические указатели разделяются на рекомендательные (не претендующие на полноту и адресованные широкому кругу читателей) и научные, стремящиеся к полному исчерпанию документов по заявленной теме и предназначенные для специалистов.
По хронологическим рамкам описываемых материалов библиографические указатели делятся на ретроспективные и текущие. Последние обычно выходят с определённой периодичностью («Книжная летопись», «Ежегодник книги СССР»).

## Устройство указателя
Заглавие библиографических указателей с исчерпывающей полнотой описывает тему представляемых документов и очерчивает их хронологические границы. В предисловии объясняются эвристические принципы издания и принципы группировки документов, входящих в его состав. Общим требованием для научных библиографических указателей является знакомство составителей с документами de visu, отступления от этого принципа должны быть оговорены. Далее следует собственно список документов, сгруппированных по принципам, максимально облегчающим исследователям поиск и работу с библиографическими указателями. Обычно документы группируются по тематическому или хронологическому принципу, но встречаются и другие решения. В конце библиографических указателей обычно помещают вспомогательные указатели, как то: именной, топографический, тематический и др.